# 德科里亞鎮區 (明尼蘇達州布盧厄斯縣)
德科里亞鎮區（英語：Decoria Township）是位於美國明尼蘇達州布盧厄斯縣的一個行政鎮區。

## 地方資料
德科里亞鎮區的面積為92.94平方千米，當中陸地面積為92.89平方千米，而水域面積為0.04平方千米。根據2020年美國人口普查的數據，當地共有人口1146人，而人口密度為每平方千米12.33人。